# Ángel Anaya
Ángel Anaya fue un pedagogo, gramático, traductor y crítico literario español de principios del siglo XIX.

## Biografía
Poco se sabe sobre él. A principios del siglo XIX, quizá por la represión liberal de Fernando VII a su vuelta a España en 1814, lo encontramos en Londres, donde era profesor de lenguas (dominaba, además de su lengua materna y el inglés, también el italiano y el francés) e hizo para el editor Thomas Boosey una antología de teatro clásico español bajo el título de Teatro Español, colección de dramas escogidos de Lope de Vega, Calderón de la Barca... y otros celebres Escritores, precedente de una breve noticia de la escena y de los autores que la han ilustrado en 4 vols., publicada en Londres por el mismo Boosey entre 1817 y 1821; esta colección fue elogiada por el hispanista Robert Southey, aunque no comulgaba con el catolicismo español fanático de los autos sacramentales ni con las hinchazones retóricas del estilo barroco; es singular por hacerse eco por primera vez de la crítica alemana sobre Pedro Calderón de la Barca (aunque solo por Schlegel) y por dedicar un capítulo, “An Inquiry into the Causes of the Prejudices existing against Spanish Literature”, a atacar los numerosos prejuicios de la historia literaria europea sobre el teatro clásico español del Siglo de Oro. Además publicó un importante ensayo en inglés sobre la literatura española: An Essay on Spanish Literature, Containing Its History, from the Commencement of the Twelfth Century, to the Present Time (1818), pero como va dedicada (con su previo permiso) al II Duque de San Carlos, José Miguel de Carvajal Manrique de Lara, embajador en Londres de Fernando VII, no debía ser muy liberal. La obra es sobre todo divulgativa. También compuso y publicó en francés una Grammaire italienne y un Discours Sur La Maniere D'Apprendre... L'Italienne Et L'Espagnole. Suivi D'Un Traite Sur Les Difficultes de La Lecture Des Poetes de Ces Deux Nations.... Su última obra conocida parece ser La belleza. Silva. Van añadidas tres fábulas para la instrucción de las niñas; se trata de una traducción libre y anotada en verso de Jacques Delille acompañada de dos fábulas traducidas al español de Lorenzo Pignotti en verso, y una de Félix María Samaniego al italiano, también en verso. La obra está dedicada a su discípula Josefina de Olivier y de Comerás, de la que fue al parecer preceptor. Como cita a muchos jesuitas expulsos, no era liberal y conocía bien el italiano, muy probablemente fuera jesuita (los jesuitas españoles expulsados fueron concentrados en Italia y muchos de ellos fueron contratados como preceptores).

## Obras
- Ed. de VV. AA., Teatro Español, colección de dramas escogidos de Lope de Vega, Calderón de la Barca, Moreto, Roxas, Solís, Moratín y otros celebres Escritores, precedente de una breve noticia de la escena y de los autores que la han ilustrado, Londres, T. Boosey, 1817, 1820, 1821, 4 vols.
- La belleza. Silva. Van añadidas tres fábulas para la instrucción de las niñas, [¿Barcelona, 1790?] Palau lo fecha hacia 1829.
- Leçons de langue italienne; Ou, gramática completa, etc Londres: T. Boosey, 1816.
- An essay on Spanish Literature, containing its history, from the commencement of the Twelfth Century, to the present time, with an account of the best Writers in their several Departments, and some critical remarks, followed by a history of the Spanish drama and specimens of some of the writers of the different ages. Dedicated, by permission, to his excellency the Duque of San Carlos, ambassador from his Catholic Majesty to the Court of London London: Boosey & Sons, 1818.
- Discours sur la manière d'appendre les langues vivantes, et particulièrement l'Italienne & l'Espagnole. Suivi d'un traité sur les difficultés de la lecture des poètes de ces deux nations. Londres: Boosey & Fils, 1818.